# Klöterhörn
Klöterhörn ist ein Ortsteil der Gemeinde Zernien in der Samtgemeinde Elbtalaue, die zum niedersächsischen Landkreis Lüchow-Dannenberg gehört. Das Dorf liegt etwa einen Kilometer nördlich vom Kernbereich von Zernien.

## Geschichte
Die bisher bekannte erste Erwähnung findet der Ort in der frühesten Karte, der preußischen Landesaufnahme, aus dem Jahr 1881 mit zwei verzeichneten Gehöften.